# إيليا بوندارينكو
إيليا بوندارينكو (الروسية: Бондаренко, Илья Николаевич) هو متسابق دراجات نارية روسي، ولد في 16 فبراير 1982 في تولياتي في روسيا.